# Iglú

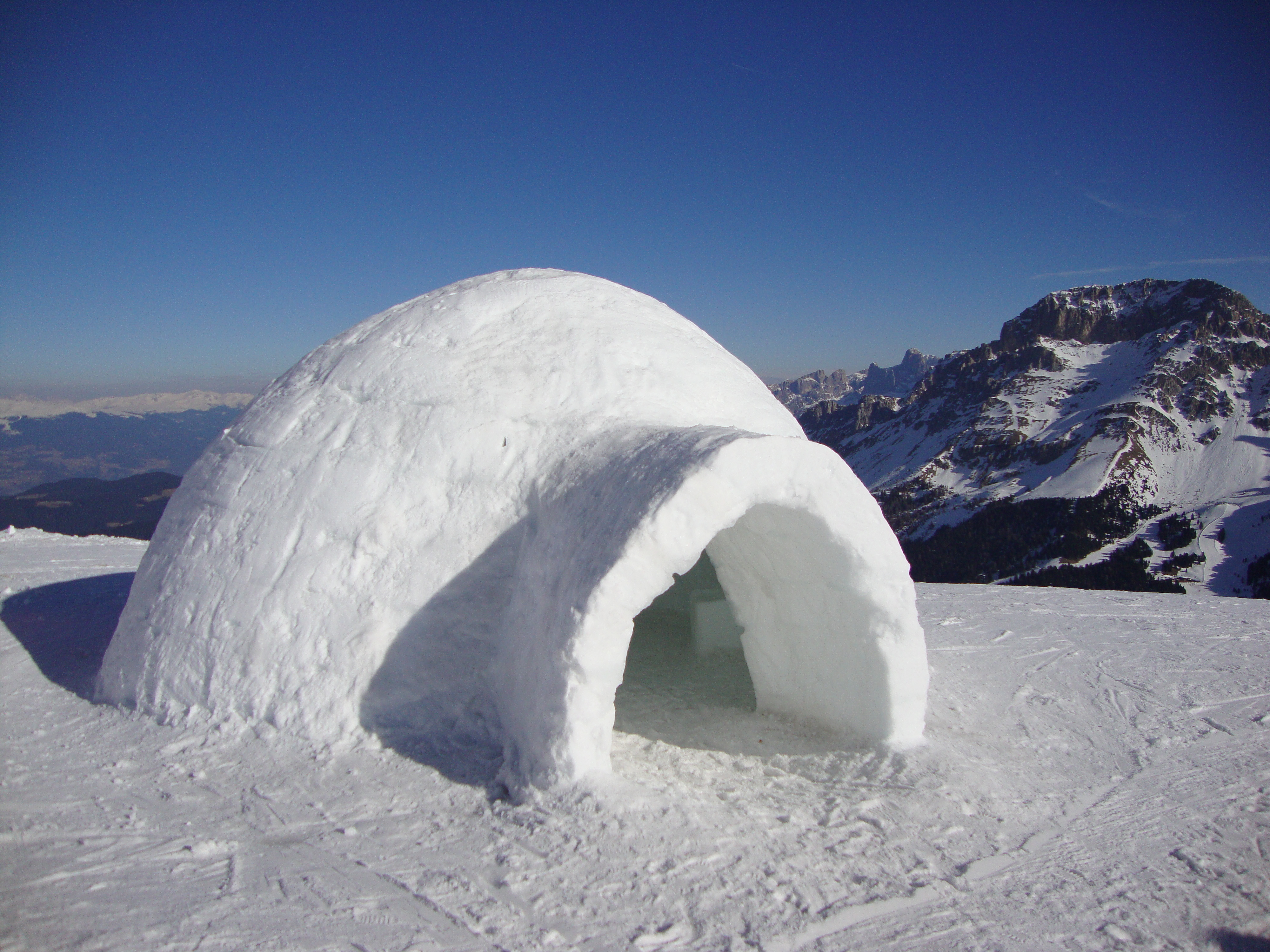
Iglú.

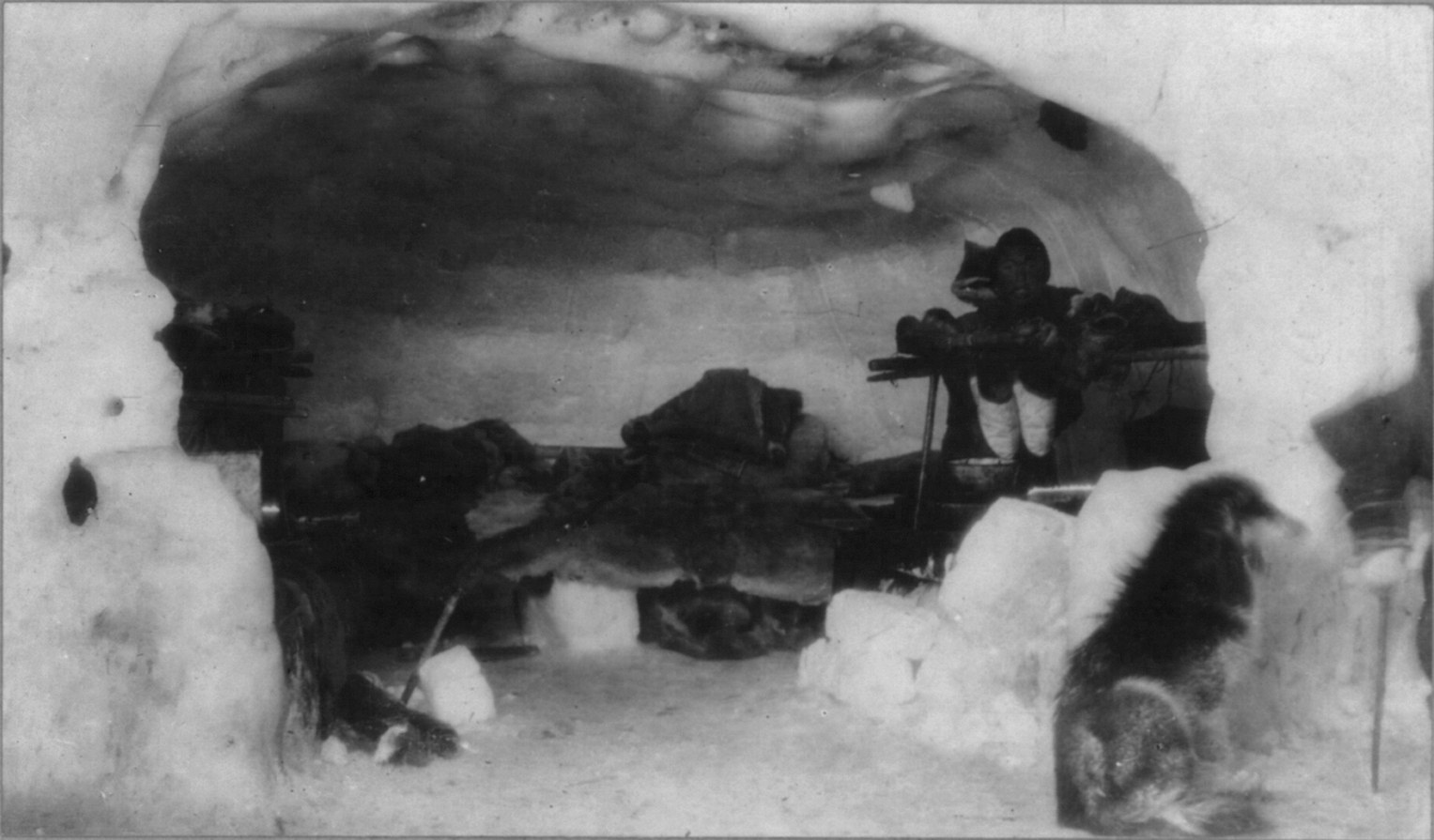
Interior de un iglú, principios.

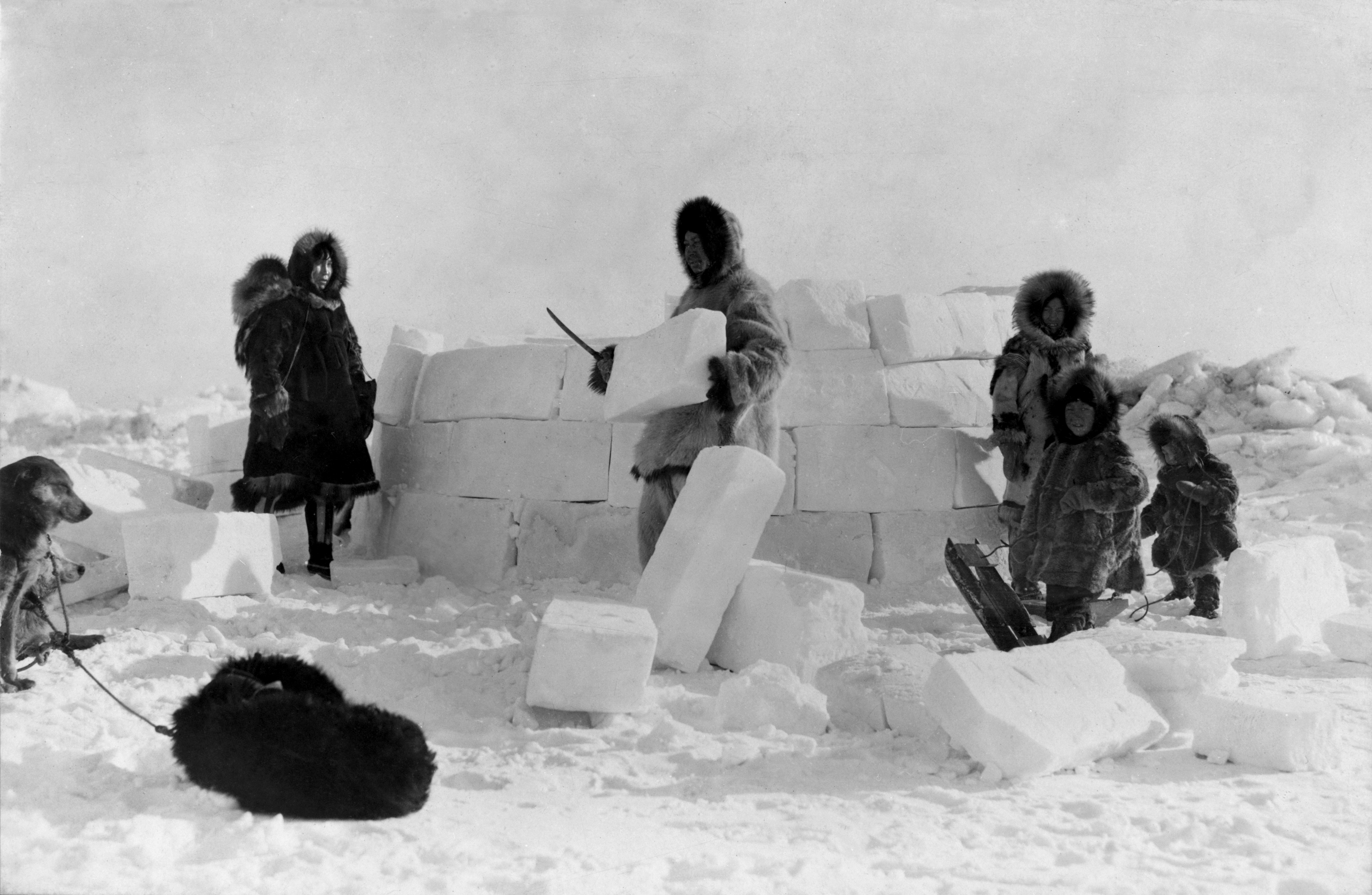
Inuits construyendo un iglú

Un iglú (del inuktitut iglu / ᐃᒡᓗ, ‘casa o edificio (de cualquier material)’, plural: igluit) o «casa de nieve» es un refugio construido con bloques de nieve que generalmente posee la forma de cúpula.
Los iglús se asocian comúnmente con los esquimales, que los han usado como refugio temporal para los cazadores durante el invierno. La forma abovedada del iglú no solo proporciona un refugio térmico eficiente y resistente al viento, sino que también aprovecha al máximo las propiedades aislantes de la nieve y optimiza la circulación del aire, lo que lo convierte en una estructura extremadamente efectiva para sobrevivir en entornos fríos y nevados.
Su construcción fácil y barata lo convierte en una alternativa de vivienda para los habitantes de zonas heladas, Ártico y Alaska, donde otro tipo de estructuras resulta muy oneroso; por otro lado, puede prestar el abrigo y la seguridad necesarios. Puede ser una vivienda permanente si el tamaño y el mantenimiento resultan adecuados. Existen diversos modelos y formas, pero la más común es en forma de cúpula. En un iglú puede haber hasta 40 °C más que en el exterior. Por ejemplo, si fuera de este alojamiento se encuentra a una temperatura de –30 °C, en el interior se podrían incluso alcanzar temperaturas cercanas a los +10 °C. Además, la nieve utilizada para la construcción de estos refugios sirve como aislante, ayudando a conservar el calor corporal y de las lámparas localizadas en el interior de la pieza.

## Tipos de iglú

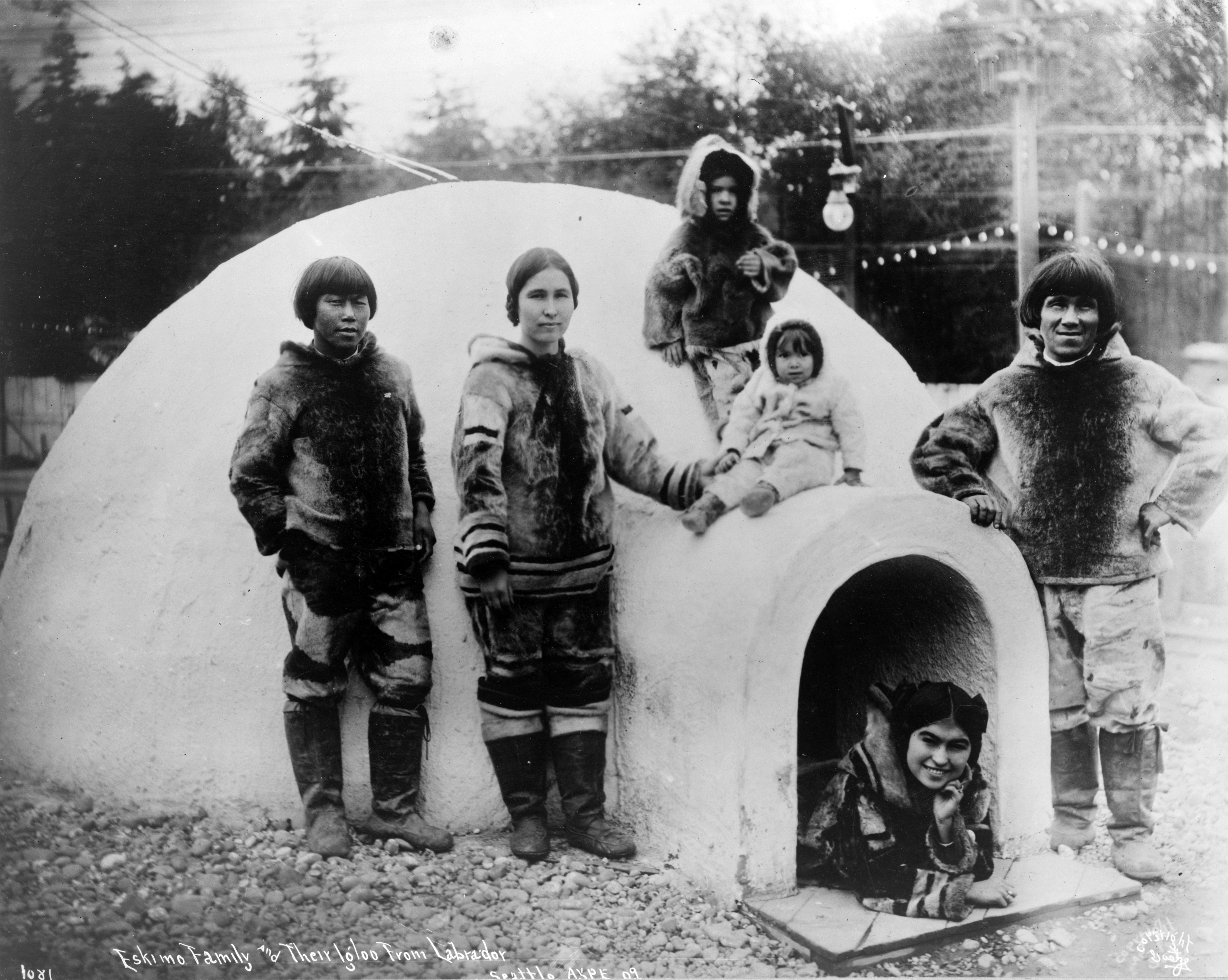
Familia esquimal en su iglú durante una Exposición Universal en Seattle en 1909.

Hay tres tipos de iglúes, los cuales se utilizan según la función que han de cumplir:
- El más pequeño se construye como un resguardo temporal para cazadores que, lejos de su hogar, se aventuran sobre el hielo para obtener alimento. Su uso es fundamentalmente para resguardo nocturno y tiene una duración relativamente corta.[2]
- Existen los de tamaño mediano, los cuales sirven como morada familiar, albergando en una sola "habitación" el espacio de descanso. Su duración es de semi permanencia, requiriendo de mantenimiento constante, cuidando de la estabilidad de la estructura.[2]
- También existen los de gran tamaño, los kalgik o qaggiq,[3] capaces de albergar por lo menos a 20 personas. Son permanentes y pueden ser una construcción gigante dividida en habitaciones; también pueden ser una serie de iglús pequeños interconectados por túneles, creando un complejo habitacional en la nieve. Debe tenerse en cuenta que para la construcción de dicho iglú, debe haber acuerdo comunitario, por lo que la "casa de hielo" se vuelve parte de la formación cultural comunitaria. En muchas comunidades inuit, las reuniones del comienzo de la primavera en el qaggiq han persistido hasta hoy. El qaggiq siempre se ha utilizado para compartir noticias y conocimientos, disfrutar de banquetes y competencias amistosas de desarrollo de habilidades. También son foros de justicia comunitaria. Son además lugares de sanación. Qaggiq es símbolo de renovación, ya que comienza cuando las personas han sobrevivido a otro invierno.[3]

## Estructura

El iglú se suele construir en espiral con bloques distintos de tamaño decreciente.

Estructura fundamental de un iglú, vista desde el lateral.

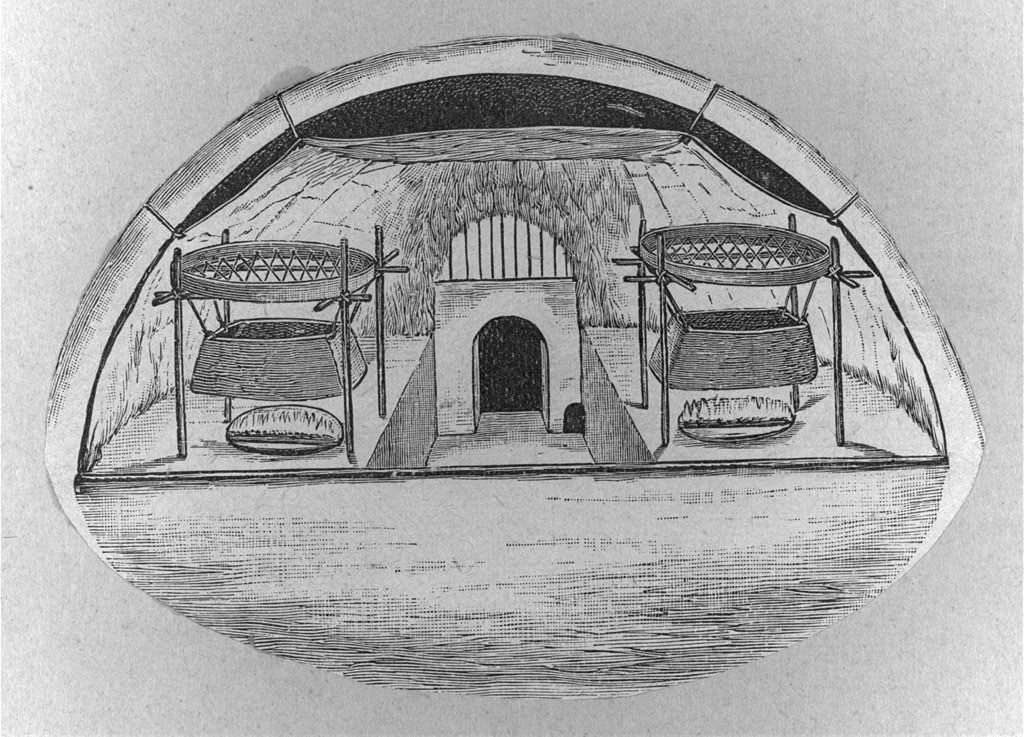
Dibujo donde se muestra el interior de un iglú en Alaska, 1916.

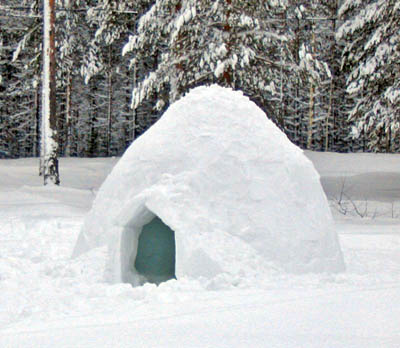
Iglú provisional (realmente, un quinzee) hecho en Finlandia. Nótese la construcción distinta de la puerta y la fragilidad evidente en la estructura.

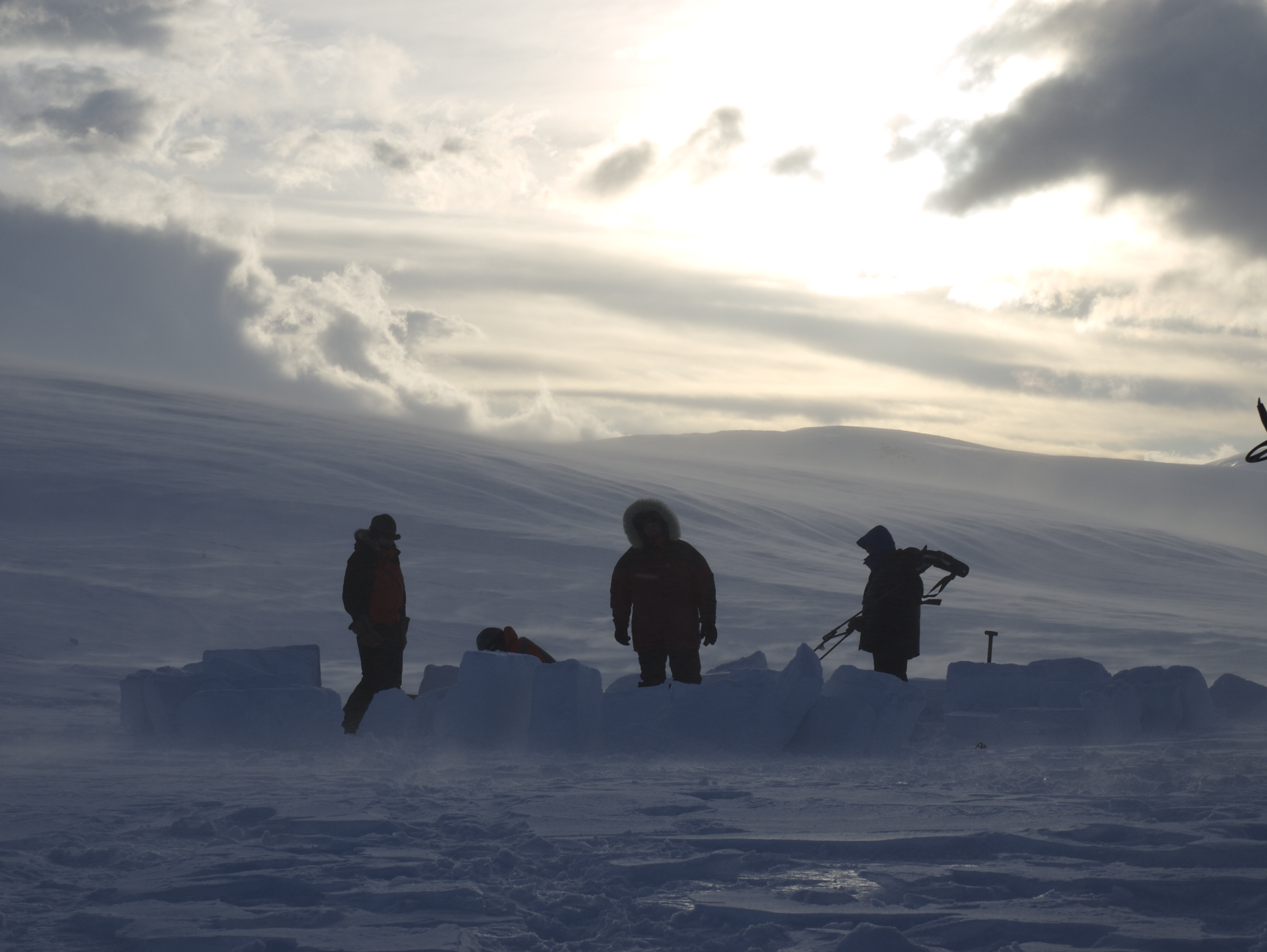
Proceso de construcción de un iglú a mitad del proceso, con el método de ladrillos de nieve.

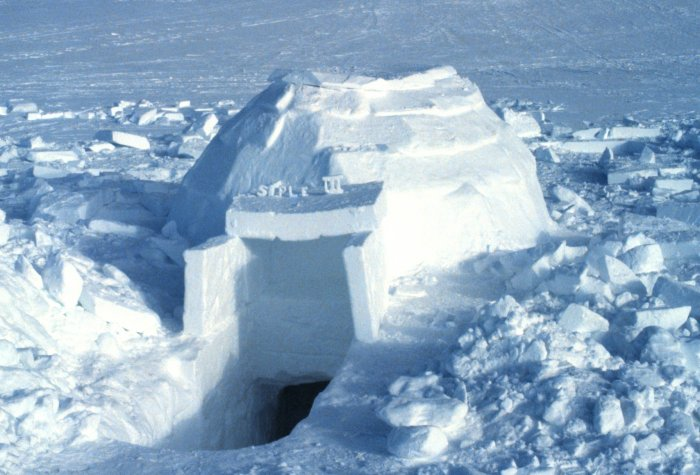
Un iglú de tamaño medio, casi completo, con excavación debajo de la puerta y el exterior sin terminar.

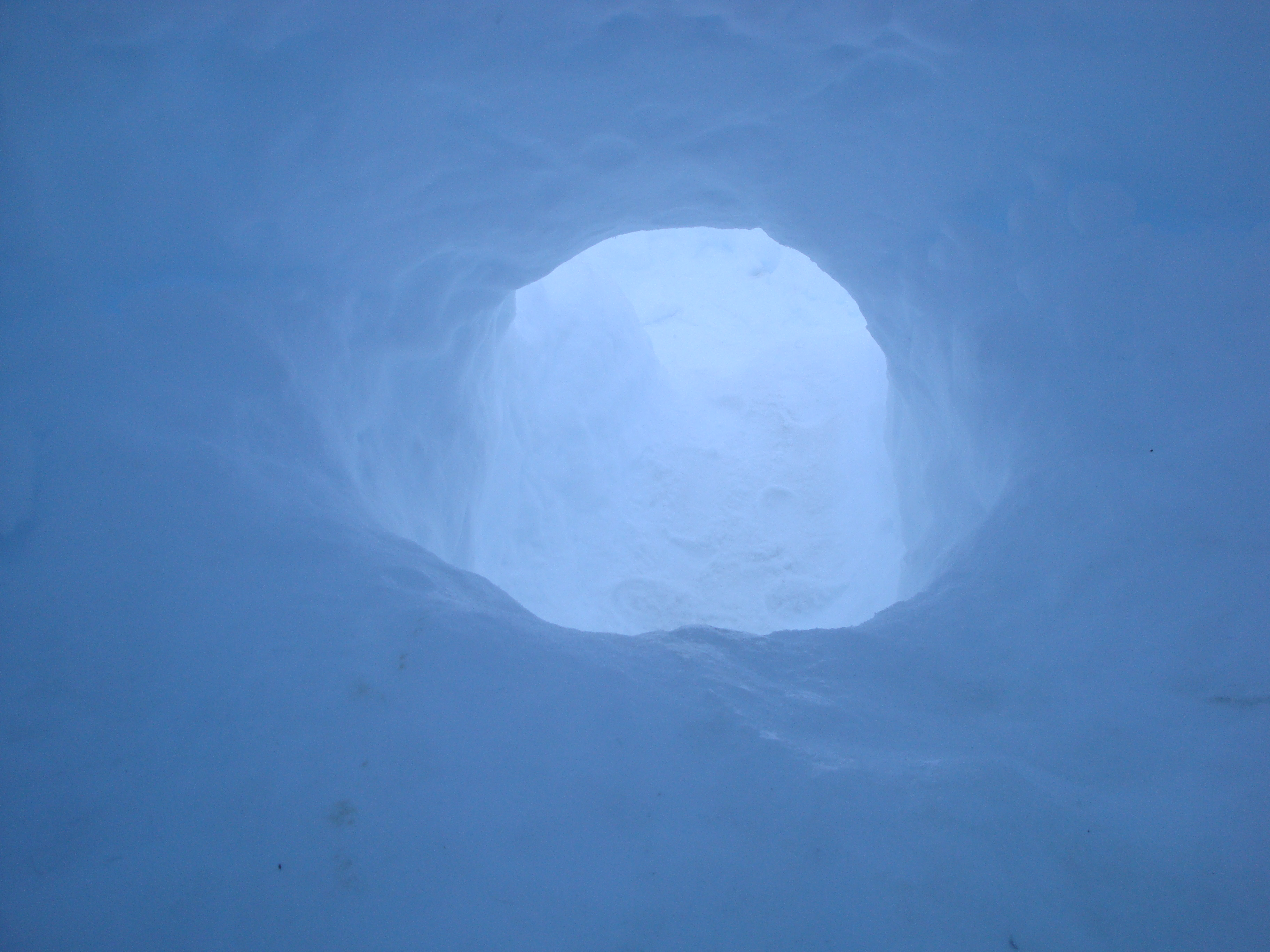
Interior de un iglú, frente al pasillo que conduce a la entrada.

### Materiales
La nieve que se utiliza para construir un iglú debe ser suficientemente compacta como para ser cortada y colocada de manera apropiada. La mejor es aquella que ha removido el viento, porque sirve para compactar y entrelazar los bloques. El hueco que queda en la nieve, luego de extraer los bloques, se usa para la mitad inferior del refugio; es decir, el iglú es construido justo en el sitio de donde sale la nieve para la estructura. La forma de construirlo es sencilla, ya que no es necesaria una estructura provisional de soporte, cada bloque se apoya en los anteriores hasta cerrar progresivamente todo el espacio.
La construcción de un iglú finaliza con la instalación del último bloque, que constituye la clave de bóveda que une todo. Esta es la fase esencial del montaje, que puede provocar el colapso si el refugio ha sido mal diseñado y mal montado desde el principio.

### Construcción
La característica fundamental del iglú es que está hecho en forma de cúpula (aunque no siempre), lo cual permite que su construcción no requiera de una estructura de apoyo, sosteniendo el peso de cada bloque en el inferior. Si la nieve ha sido bien compactada y pulida para que la estructura se mantenga fuerte, un iglú debe tener la capacidad de soportar a una persona de pie en su parte más alta.
Como ya se ha indicado, la superficie de donde se sacaron los bloques de nieve deberá servir como piso de la mitad frontal del iglú, dejando una parte trasera elevada que sirve como cama. La disposición de los bloques base es circular, colocando uno delgado en un borde y agrandando los bloques a medida se avanza. Así, en espiral, se va elevando la altura de la estructura hasta cerrarla en la cúspide. Los bloques de nieve suelen tener aproximadamente un metro de longitud, 40 cm de alto y 20 cm de ancho. La puerta debe ser pequeña, ubicada en la base de la construcción. En ocasiones, se construye un túnel en el exterior delante de la puerta, que dificulta que se infiltre el frío por la puerta, lo cual hace que la temperatura del iglú se mantenga más cálida que en el exterior. La temperatura interna puede oscilar entre los –7 y los +16 °C. La puerta de acceso debe orientarse a sotavento (hacia donde el viento se dirige).
Para evitar el cúmulo de gases dañinos al ser humano, debe tener un orificio razonablemente grande en la parte superior (no en la cúspide) de la construcción, que servirá para la evacuación de dichos gases. Adicionalmente, puede colocarse una pequeña ventana sobre la puerta, la cual puede servir para dar visibilidad y para ventilación adicional si las condiciones meteorológicas lo permiten.

### Consolidación
Cuando el iglú ha estado ocupado durante algunas horas, el calor liberado por los ocupantes derrite superficialmente la pared interior, que endurece y solidifica el refugio, haciéndolo impermeable a cualquier infiltración. Los inuit dicen que un iglú de este tipo puede soportar el peso de un oso polar. Bien construido, un iglú de este tipo puede soportar fácilmente el peso de un ser humano. Una vez formada esta fina capa de hielo, es importante realizar un orificio de ventilación.

## Importancia de su forma
La forma abovedada de un iglú ofrece varias ventajas relacionadas con los factores ambientales presentes en el entorno en el que se utiliza, particularmente en condiciones de frío extremo y nieve. Algunas de las ventajas clave son:
La forma abovedada del iglú permite distribuir el peso de la nieve de manera uniforme, lo que hace que la estructura sea muy estable y resistente. La nieve, a pesar de ser un material blando, tiene propiedades aislantes, por lo que, cuando se utiliza para construir un iglú, ayuda a mantener el interior caliente en comparación con las bajas temperaturas exteriores. La forma abovedada minimiza la pérdida de calor, atrapando aire caliente en el interior y manteniendo el frío afuera.
El diseño de la cúpula ayuda a que el calor generado dentro del iglú se distribuya de manera más uniforme. El aire caliente tiende a ascender y, en la forma curvada del techo, se distribuye mejor, evitando la acumulación de calor en un solo punto.
La forma redondeada y sin ángulos del iglú es extremadamente eficiente para resistir vientos fuertes, comunes en las regiones árticas. La superficie curvada minimiza la fricción con el viento, reduciendo la presión que podría dañar la estructura. Esta característica proporciona estabilidad adicional durante tormentas de nieve o vientos severos.
La forma abovedada, especialmente en la parte superior del iglú, es muy eficiente en términos de la distribución de cargas. La nieve, al acumularse, forma una estructura autoportante que no requiere otros materiales de refuerzo, lo que hace que la construcción del iglú sea relativamente sencilla y rápida, utilizando solo bloques de nieve.
El techo abovedado ayuda a evitar que la nieve se acumule directamente en la estructura, lo que podría desestabilizarla. Además, la forma curva evita que la humedad se acumule en los puntos más bajos, ayudando a mantener el interior seco, lo que es esencial en condiciones extremas de frío.
Aunque el iglú está diseñado para retener el calor, también tiene una pequeña abertura en la parte superior (a menudo en el techo) que permite la ventilación. Esto evita la acumulación de dióxido de carbono, permitiendo la circulación de aire fresco sin comprometer el aislamiento térmico.

## Iglús temporales e iglús permanentes
Existen diferencias significativas entre los iglús temporales y permanentes:
- Tamaño: Los iglús temporales son más pequeños, mientras que los permanentes son de mayor tamaño[12]
- Uso: Los iglús temporales se utilizan como refugios para cazadores durante expediciones cortas, mientras que los permanentes sirven como viviendas familiares[12]
- Estructura: Los iglús temporales suelen tener una sola pieza o habitación, mientras que los permanentes pueden tener varias habitaciones interconectadas[12]
- Duración: Como su nombre indica, los iglús temporales tienen una duración corta, mientras que los permanentes requieren mantenimiento constante para su uso prolongado[12]
- Complejidad: Los iglús temporales son más simples en su construcción, mientras que los permanentes pueden incluir características adicionales como ventanas para mayor luminosidad[12]
- Aislamiento: Aunque ambos tipos proporcionan aislamiento, los iglús permanentes suelen tener un mejor acondicionamiento, a veces incluyendo pieles de animales en el interior para aumentar la temperatura[12]

Es importante destacar que, independientemente de su tipo, todos los iglús comparten características básicas como su forma de cúpula y su construcción con bloques de nieve compacta.

## Modificaciones
Gracias a las excelentes propiedades aislantes de la nieve, el interior de un iglú es sorprendentemente confortable. Los esquimales que se encuentran entre Groenlandia y la isla de Baffin cubren el interior de su refugio con pieles de animales, lo que incrementa la temperatura hasta 5 o 20 °C.
Además, en las construcciones de gran tamaño, pueden incluirse diseños distintos en el interior, incluso pudiendo amueblar con camas, mesas e incluso estufas. Debe recordarse que es un hogar en la nieve, por lo cual debe brindar todas las comodidades posibles al habitante.

## Variantes en el uso
Además de ser usados como recintos para vivienda, los iglús también son utilizados como objetos de diversión en campamentos invernales y juegos en la nieve. Pese a que su aspecto suele ser similar a los tradicionales, su construcción es totalmente distinta. Se hace un cúmulo considerable de nieve sin considerar su tipo, excavando al interior del montón a manera de hacer la cavidad que ha de ser utilizada como habitación. Este tipo de construcción se denomina en Canadá un quinzhee o quinzee (un vocablo athabascano) para diferenciarlo de un iglú propio que se construye con bloques de hielo. Desde luego, este tipo de construcción es francamente débil y no proporciona las condiciones para brindar verdadero abrigo a largo plazo. Sin embargo, la construcción de un quinzee es más rápida y por lo tanto se lo prefiere como refugio en una situación de emergencia.
Otra modalidad es la construcción del iglú con cartón o ramas, recubriéndolas de nieve y luego retirando la estructura original; evidentemente adolece de la misma fragilidad que el modelo anterior. En cualquier caso, siempre se recomienda que se bañe con agua helada el iglú provisional, lo cual lo hará resbaladizo, evitando que alguien suba y lo derrumbe, hecho que podría resultar fatal para los ocupantes temporales puesto que quedarían soterrados por la nieve.
A nivel cultural, el iglú es también un símbolo de nieve, hielo y esquimales. Territorios como Nunavut (Canadá) lo han adoptado como parte de su escudo, dándole una relevancia cultural importante.

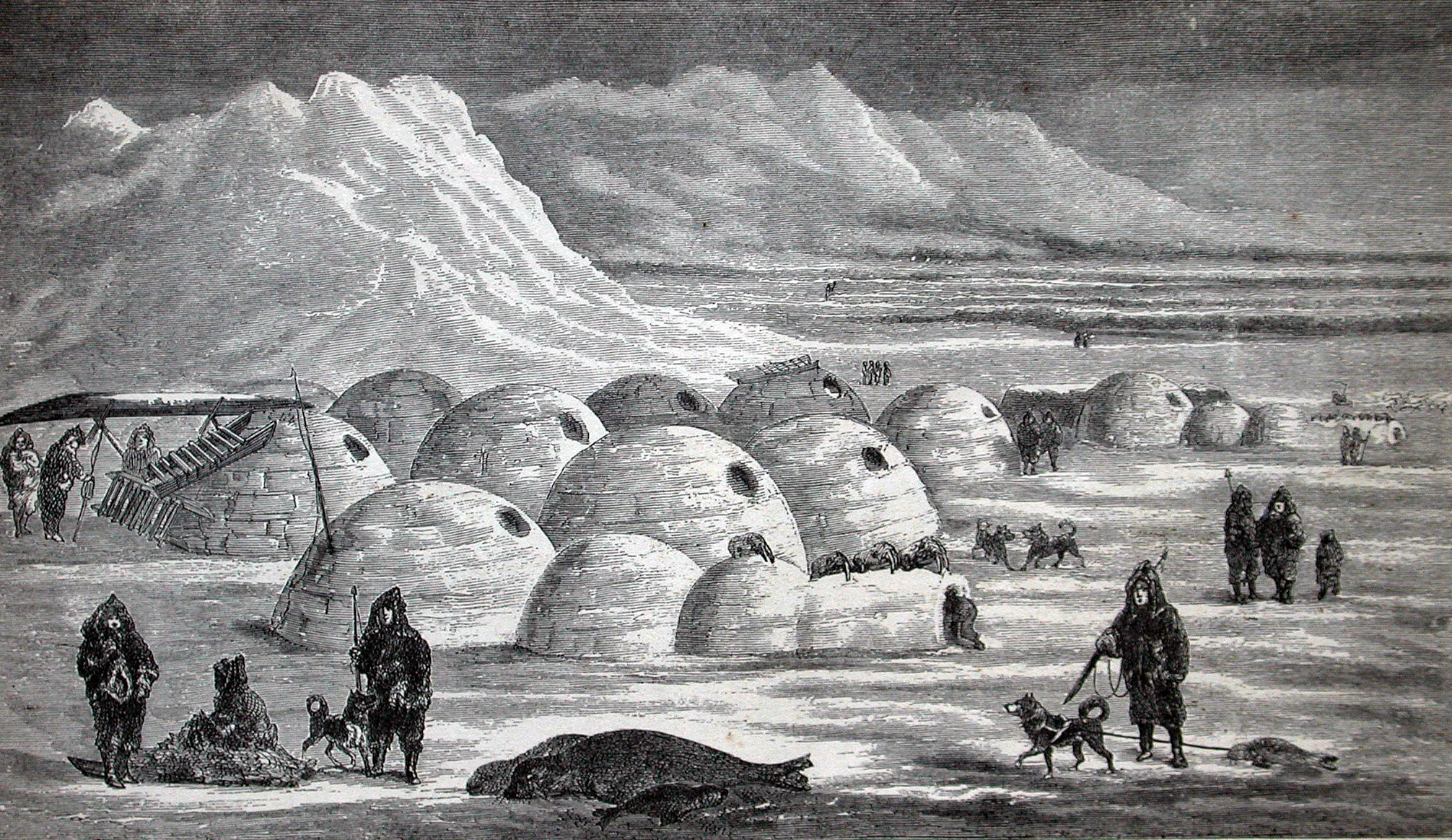
Comunidad de iglús (Ilustración de Investigaciones árticas y vida entre los esquimales (Arctic Researches and Life Among the Esquimaux) de Charles Francis Hall, 1865).

## El iglú de nieve más grande del mundo
El iglú de nieve más grande del mundo se construyó en el invierno de 2016 en Zermatt (Suiza) como parte del Zermatt Igloo Village. En unas 2000 horas, un equipo de 14 personas construyó el iglú en el Gornergrat de la estación de Rotenboden, sobre Zermatt, utilizando 1400 bloques de nieve, asegurando su entrada en el Libro Guinness de los Récords el 20 de enero de 2016. El iglú, que se construyó para celebrar el 20 aniversario de los pueblos iglú en Suiza, tenía un diámetro de 12,9 metros y una altura interior de 9,92 metros. Además de iglús para dormir, la instalación también contaba con un bar, un restaurante y una zona de bienestar.
|  |  |  |

## Véase también

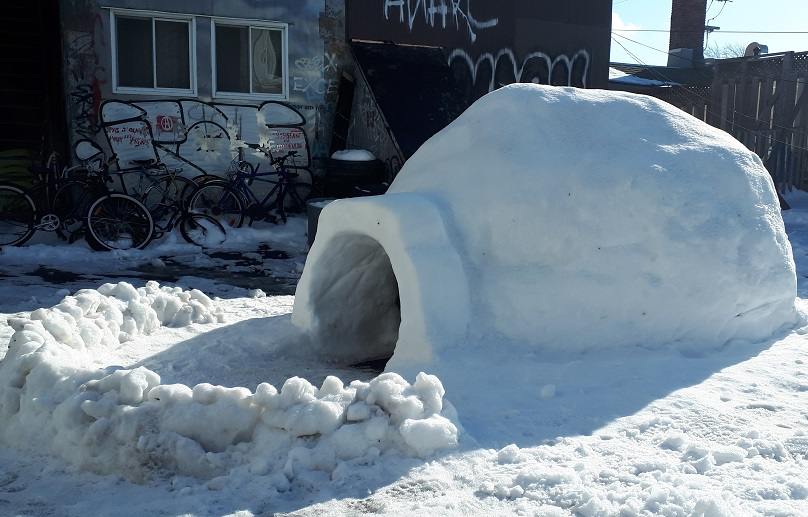
un iglú urbano en Montreal.